# Ronne (beek)
De Ronne (Frans: Rhosnes) is een zijrivier van de Schelde in de Belgische provincie Henegouwen. De beek heeft een lengte van 23,7 km vanaf de bron in Pironche tot aan haar monding in de Schelde ter hoogte van Escanaffles. Ze maakt over haar hele lengte deel uit van de grens van de Zandleemstreek in de provincie Henegouwen.
De stad Ronse zou haar naam te danken hebben aan de Ronne, hoewel slechts een van haar zijrivieren, de Molenbeek, door Ronse loopt.
De Ronne vormde samen met de Maarke de natuurlijke grenzen van het Land tussen Maarke en Ronne, een leenhof van de heren van Pamele gehouden van de heren van Heinsberg in Duitsland.

## Stroomgebied
De Ronne behoort tot het stroomgebied van de Schelde. De beek ontspringt in de buurt van Pironche en loopt door Frasnes-lez-Buissenal, Ellignies-lez-Frasnes, Anvaing, Wattripont, Amougies, tot aan Orroir en mondt uit in de Schelde ten noorden van Escanaffles.
Het stroomgebied van de Ronne omvat zowel de waterlopen van eerste (16,9 km) en tweede categorie (6,8 km). De Ronnevallei (186,5 ha) maakt deel uit van het Natura 2000-netwerk in Wallonië.